# Баркас, Сэм
Са́мьюэл Ба́ркас (англ. Samuel Barkas; 29 декабря 1909 — 10 декабря 1989), более известный как Сэм Баркас (англ. Sam Barkas) — английский футболист, левый защитник. Выступал за клубы «Брэдфорд Сити» и «Манчестер Сити», а также за национальную сборную Англии.

## Клубная карьера
Выступал в юношеской лиге Тайнсайда за клуб «Миддл Док», параллельно работая шахтёром, а затем фермером. В 1928 году стал игроком клуба «Брэдфорд Сити». В сезоне 1928/29 помог команде выиграть Третий северный дивизион и выйти во Второй дивизион. Выступал за команду до 1933 года, сыграв 202 матча и забив 8 голов в рамках Футбольной лиги.
В апреле 1934 года перешёл в «Манчестер Сити» за 5000 фунтов. 2 мая 1934 года дебютировал за «Сити» в матче Первого дивизиона против «Ливерпуля». В сезоне 1936/37 помог «горожанам» впервые в истории клуба стать чемпионами Англии. Часть следующего сезона он пропустил из-за «ревматизма». С 1939 по 1946 официальные турниры в Англии были отменены из-за войны. Затем Баркас вернулся в «Сити» и выступал за команду до конца сезона 1946/47, по итогам которого «горожане» выиграли Второй дивизион. В общей сложности провёл за «Манчестер Сити» 196 матчей и забил 1 гол.

## Карьера в сборной
9 мая 1936 года дебютировал за национальную сборную Англии в матче против сборной Бельгии.
Всего провёл за сборную 5 матчей, в трёх из которых был капитаном англичан.
Также сыграл три матча за сборную Футбольной лиги.

### Матчи за сборную Англии
| № | Дата            | Стадион                  | Соперник     | Результат | Турнир                     |
| - | --------------- | ------------------------ | ------------ | --------- | -------------------------- |
| 1 | 9 мая 1936      | «Юбилейный», Брюссель    | Бельгия      | 2:3       | Товарищеский матч          |
| 2 | 17 апреля 1937  | «Хэмпден Парк», Глазго   | Шотландия    | 1:3       | Домашний чемпионат 1936/37 |
| 3 | 23 октября 1937 | «Уиндзор Парк», Белфаст  | Ирландия     | 5:1       | Домашний чемпионат         |
| 4 | 17 ноября 1937  | «Эйрсом Парк», Мидлсбро  | Уэльс        | 2:1       | Домашний чемпионат 1937/38 |
| 5 | 1 декабря 1937  | «Уайт Харт Лейн», Лондон | Чехословакия | 5:4       | Товарищеский матч          |

## Тренерская карьера
В мае 1947 года Баркас был назначен играющим тренером клуба «Уэркингтон». В марте 1949 года покинул клуб.
С апреля по сентябрь 1957 года был главным тренером клуба «Уиган Атлетик». Также работал в тренерском штабе «Манчестер Сити» и «Лидс Юнайтед» в роли скаута.

## Семья
Сэм был одним из пяти братьев, все из которых были профессиональными футболистами. Его братьями были Нед, Гарри, Джимми и Томми. Двоюродный брат Сэма, Билли Фелтон, выступал за «Шеффилд Уэнсдей», «Манчестер Сити» и «Тоттенхэм Хотспур».

## Достижения
Брэдфорд Сити
- Победитель Третьего северного дивизиона: 1928/29

Манчестер Сити
- Чемпион Англии: 1936/37
- Победитель Второго дивизиона: 1946/47

Сборная Англии
- Победитель Домашнего чемпионата: 1937/38